# Parachiton eugenei
Parachiton eugenei är en blötdjursart som först beskrevs av Kaas och Van Belle 1985.  Parachiton eugenei ingår i släktet Parachiton och familjen Leptochitonidae.
Artens utbredningsområde är Madagaskar. Inga underarter finns listade i Catalogue of Life.